# Włóczno
Włóczno (deutsch Achthuben) ist eine Ortschaft in Polen in Oberschlesien. Włóczno gehört als Weiler zum Ort Szybowice (Schnellewalde) und liegt in der Gmina Prudnik im Powiat Prudnicki der Woiwodschaft Oppeln.

## Geographie

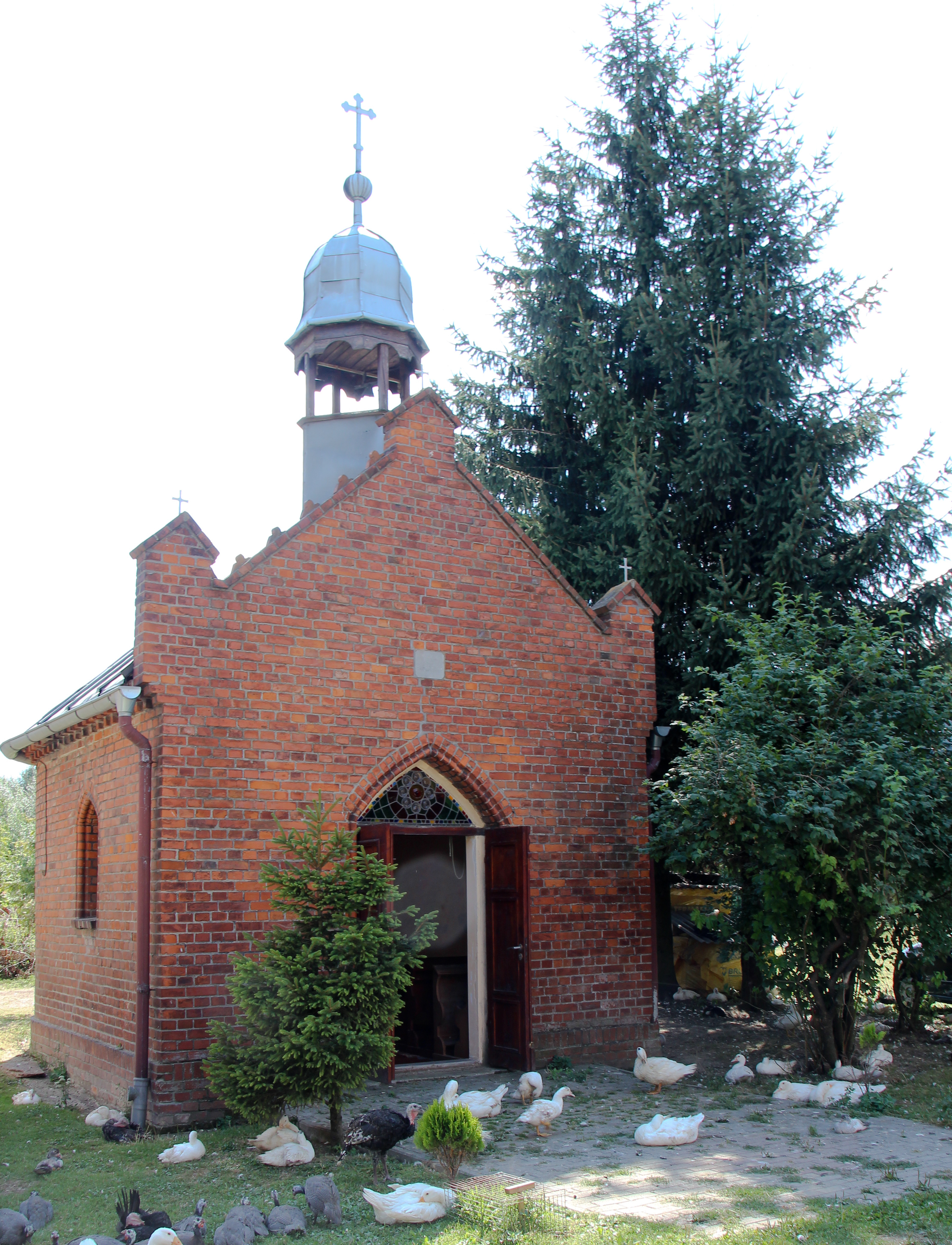
Kapelle mit Glockenturm (2013)

### Geographische Lage
Włóczno liegt im Süden der historischen Region Oberschlesien. Der Ort liegt etwa sechs Kilometer nordwestlich des Gemeindesitzes und der Kreisstadt Prudnik und etwa 57 Kilometer südwestlich der Woiwodschaftshauptstadt Opole.
Szybowice liegt in der Nizina Śląska (Schlesische Tiefebene) innerhalb der Płaskowyż Głubczycki (Leobschützer Lößhügelland). Der Ort liegt an der Bahnstrecke Kędzierzyn-Koźle–Nysa.

### Nachbarorte
Nachbarorte von Włóczno sind im Westen Szybowice (Schnellewalde), im Norden Rudziczka (Riegersdorf), im Osten Niemysłowice (Buchelsdorf), im
Südwesten Wierzbiec (Wackenau) sowie im Süden Łąka Prudnicka (Gräflich Wiese).

## Geschichte
Bis 1945 befand sich der Ort im Landkreis Neustadt O.S.
1945 kam der bisher deutsche Ort Achthuben unter polnische Verwaltung und wurde in Włóczno umbenannt und der Woiwodschaft Schlesien angeschlossen. 1950 kam der Ort zur Woiwodschaft Oppeln. 1999 kam der Ort zum Powiat Prudnicki.